# 美国驻捷克大使馆
美国驻捷克大使馆（英語：Embassy of the United States, Prague）是美國在捷克首都布拉格設立的外交代表機構，位置是布拉格小城的弗拉斯卡街（Vlašská）與市場街（Tržiště）交會處一帶，館舍為一座规模宏大的宫殿舍恩博恩宫（Schönborn Palace），带有广阔的花园。

## 歷史
華府與布拉格的外交關係在1918年捷克斯洛伐克建國後開始發展，美國國務院於1919年4月23日起派遣第一位大使，並在布拉格設立大使館。隨著1939年3月15日納粹德軍派遣部隊併吞捷克斯洛伐克後，美國大使館於3月21日關閉，大使則在4月6日離開，華盛頓改與倫敦的流亡政府建立外交關係，美國大使辦事處也於1941年9月17日在倫敦開張，直到二戰結束為止。1945年5月29日，美國大使館重新在布拉格掛牌。
1993年1月1日，隨著捷克斯洛伐克的和平解體而生成兩個獨立國家。布拉格的美國駐捷克斯洛伐克大使館，便直接改為駐捷克共和國大使館，同時也在斯洛伐克首都布拉提斯拉瓦建立另一個新的美國大使館。
現任駐捷克大使為畢健·薩比特，獲得時任美國總統喬·拜登提名後，於2023年2月15日上任。

## 其他
- 电影的部分情节发生在美国驻捷克大使馆。